# Distretto di T'Kout
Il distretto di T'Kout è un distretto della provincia di Batna, in Algeria, con capoluogo T'Kout.